# Muzyka i aktualności
Muzyka i aktualności – audycja publicystyczno-muzyczna typu magazynowego, emitowana w Programie 1 Polskiego Radia. Nadawanie rozpoczęto w poniedziałek 18 września 1950 roku.
Sygnał audycji stanowił fragment muzyki symfonicznej z nagraną przez lektora Tadeusza Nowickiego nazwą „Muzyka i aktualności”. Tekstu spikera nie wyemitowano 4 lutego 1963 roku, dla uczczenia śmierci lektora, który zmarł dwa dni wcześniej.
Był to pierwszy w polskim radiu magazyn dźwiękowy, początkowo przewidywany jako polityczno-informacyjny, zajmowano się w nim również sprawami bieżącymi, kulturalnymi, społecznymi. Pomysłodawcami programu byli H. Mirosz i A. Rokita. Oprócz felietonów nadawano w nim również muzykę anglosaską i francuską. Zagraniczne nagrania pozyskiwano m.in. poprzez dyplomatów. Za opracowanie muzyczne, czyli przygotowywanie muzyki do programu odpowiadała Malina Zasadzińska. Audycję rejestrowano na taśmę magnetofonową codziennie od godziny 15. Nagranie, w którym uczestniczyło zwykle czworo lektorów, trwało około godziny. Teksty czytali m.in.: Andrzej Konic, Wacław Przybylski, Maciej Józef Kwiatkowski, Jerzy Rosołowski, Tadeusz Nowicki. Emisja odcinka trwała około 30 minut, wczesnym wieczorem, przeważnie o godzinie 20.00. Emitowane były też odcinki specjalne. Jak wszystkie emisje w czasach socjalizmu program poddany był cenzurze. Z audycją związani byli m.in.: S. Cichomski, S. Kozłowski, N. Bogusławska, E. Skudro, Z. Narożny. Program nadawano przez około pół wieku.